# برايان كامينغز
برايان كامينغز (بالإنجليزية: Brian Cummings)‏ هو لاعب كرة قاعدة أمريكي، ولد في 1 سبتمبر 1975.